# Bezirk Frauenfeld
Der Bezirk Frauenfeld ist ein Bezirk im Nordwesten des Kantons Thurgau mit Frauenfeld als Hauptort. 
Der Bezirk grenzt im Norden an den Kanton Schaffhausen und den Landkreis Konstanz, im Osten an die Bezirke Kreuzlingen und Weinfelden, im Süden an den Bezirk Münchwilen und im Südwesten und Westen an die Zürcher Bezirke Winterthur und Andelfingen. Die nördliche Grenze bilden dabei der Untersee und der Rhein. Ausserdem wird der Bezirk von der Thur und ihrem Nebenfluss Murg durchflossen.

## Politische Gemeinden
Zum Bezirk gehören folgende 23 Gemeinden:

Stand: 31. Dezember 2013
| Wappen     | Name der Gemeinde       | Einwohner (31. Dezember 2023) | Fläche in km² | Einw. pro km² |
| ---------- | ----------------------- | ----------------------------- | ------------- | ------------- |
| Wappen     | Basadingen-Schlattingen | 1856                          | 15,63         | 119           |
| Wappen     | Berlingen               | 917                           | 3,58          | 265           |
| Wappen     | Diessenhofen            | 4132                          | 10,08         | 410           |
| Wappen     | Eschenz                 | 1903                          | 12,02         | 158           |
| Wappen     | Felben-Wellhausen       | 3195                          | 7,38          | 433           |
| Wappen     | Frauenfeld              | 26'747                        | 27,35         | 978           |
| Wappen     | Gachnang                | 4609                          | 9,74          | 473           |
| Wappen     | Herdern                 | 1168                          | 13,73         | 85            |
| Wappen     | Homburg                 | 1570                          | 24,13         | 65            |
| Wappen     | Hüttlingen              | 884                           | 11,60         | 76            |
| Wappen     | Hüttwilen               | 1758                          | 17,66         | 100           |
| Wappen     | Mammern                 | 692                           | 5,45          | 127           |
| Wappen     | Matzingen               | 3111                          | 7,68          | 405           |
| Wappen     | Müllheim                | 3306                          | 8,74          | 378           |
| Wappen     | Neunforn                | 1120                          | 11,36         | 99            |
| Wappen     | Pfyn                    | 2270                          | 13,14         | 173           |
| Wappen     | Schlatt (TG)            | 1887                          | 15,54         | 121           |
| Wappen     | Steckborn               | 4046                          | 8,77          | 461           |
| Wappen     | Stettfurt               | 1251                          | 6,37          | 196           |
| Wappen     | Thundorf                | 1678                          | 15,62         | 107           |
| Wappen     | Uesslingen-Buch         | 1131                          | 14,03         | 81            |
| Wappen     | Wagenhausen             | 1839                          | 11,82         | 156           |
| Wappen     | Warth-Weiningen         | 1449                          | 8,21          | 176           |
| Total (23) | Total (23)              | 72'549                        | 279,63        | 259           |

## Veränderungen im Gemeindebestand

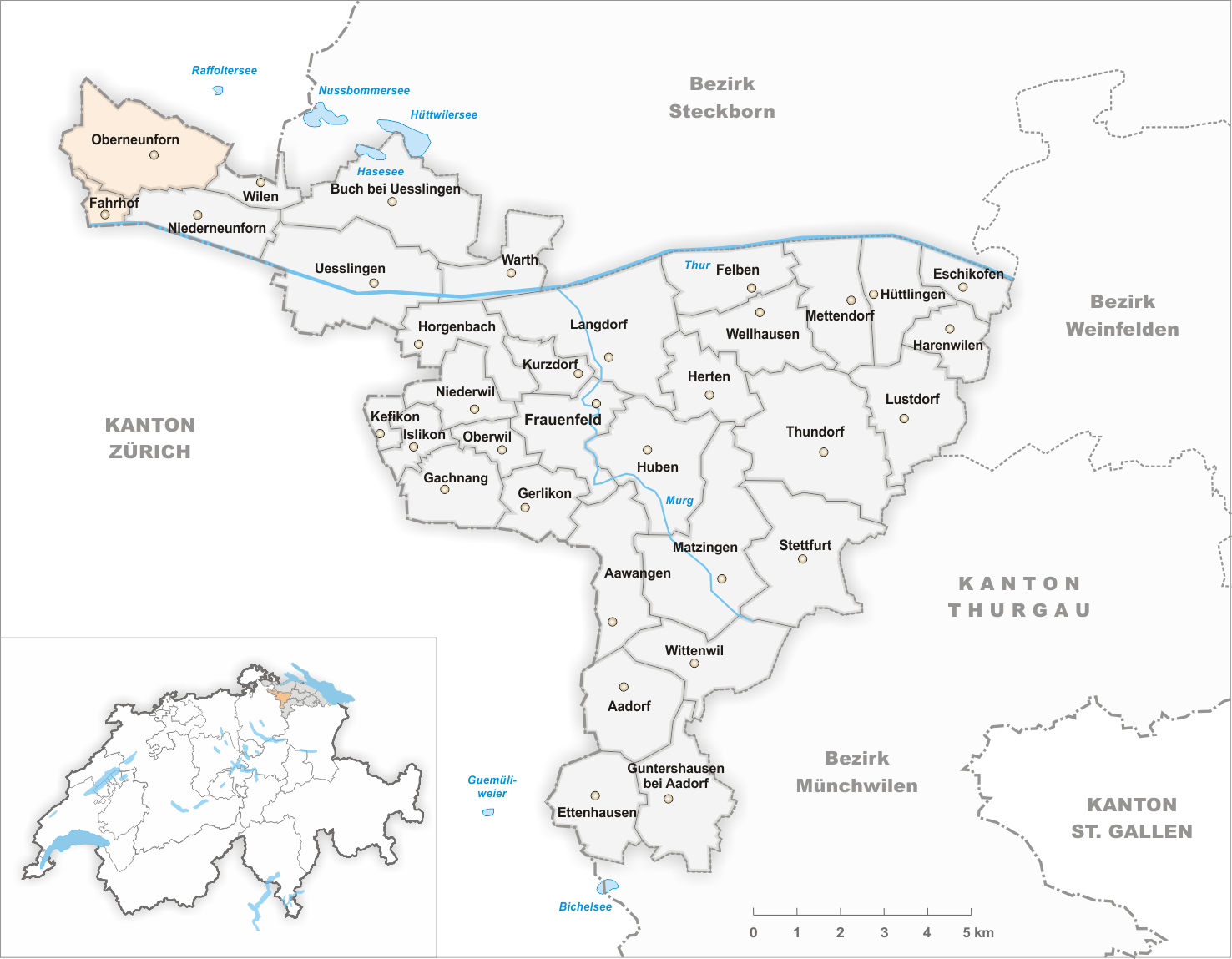
Gemeinden bis 1869
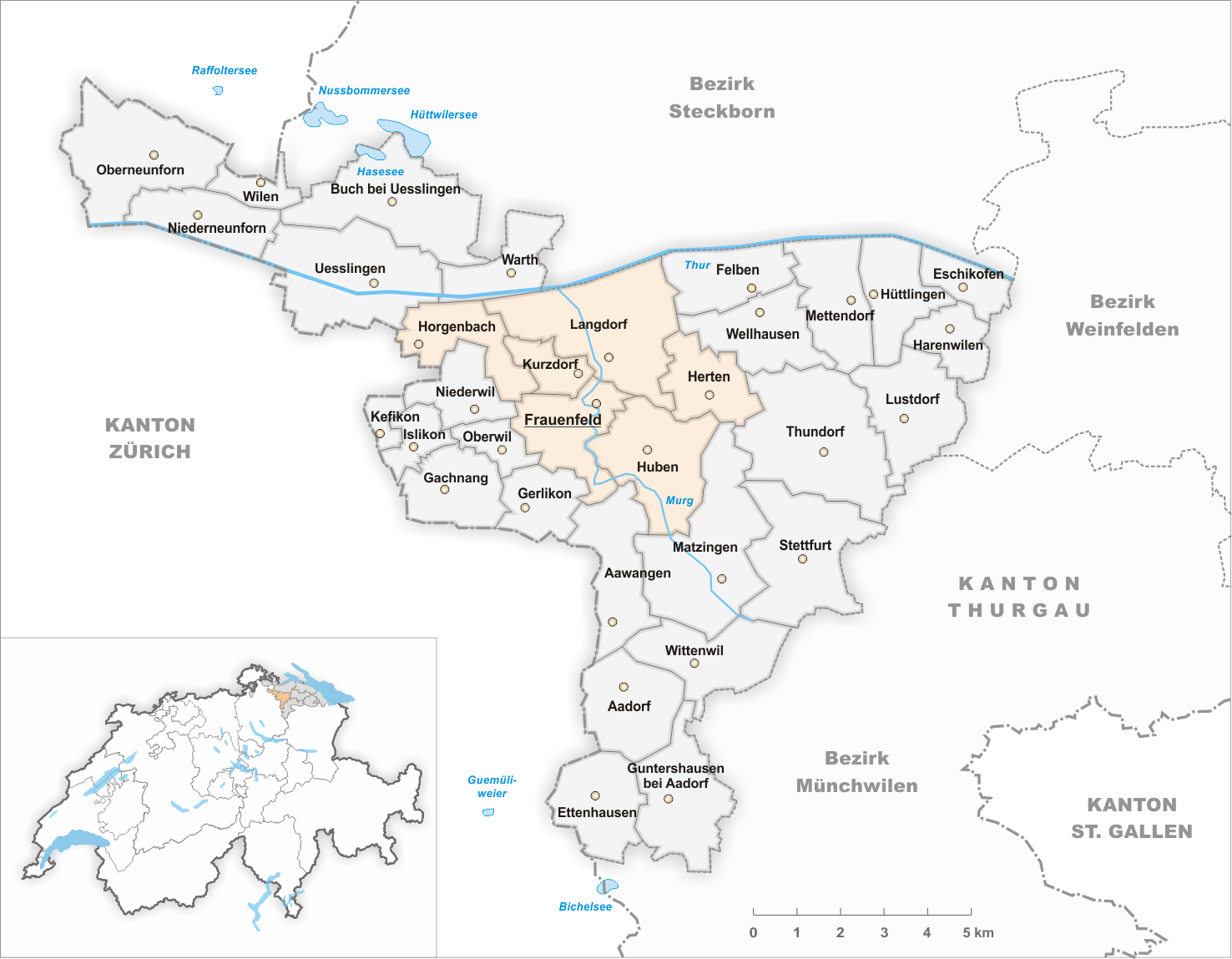
Gemeinden bis 1918
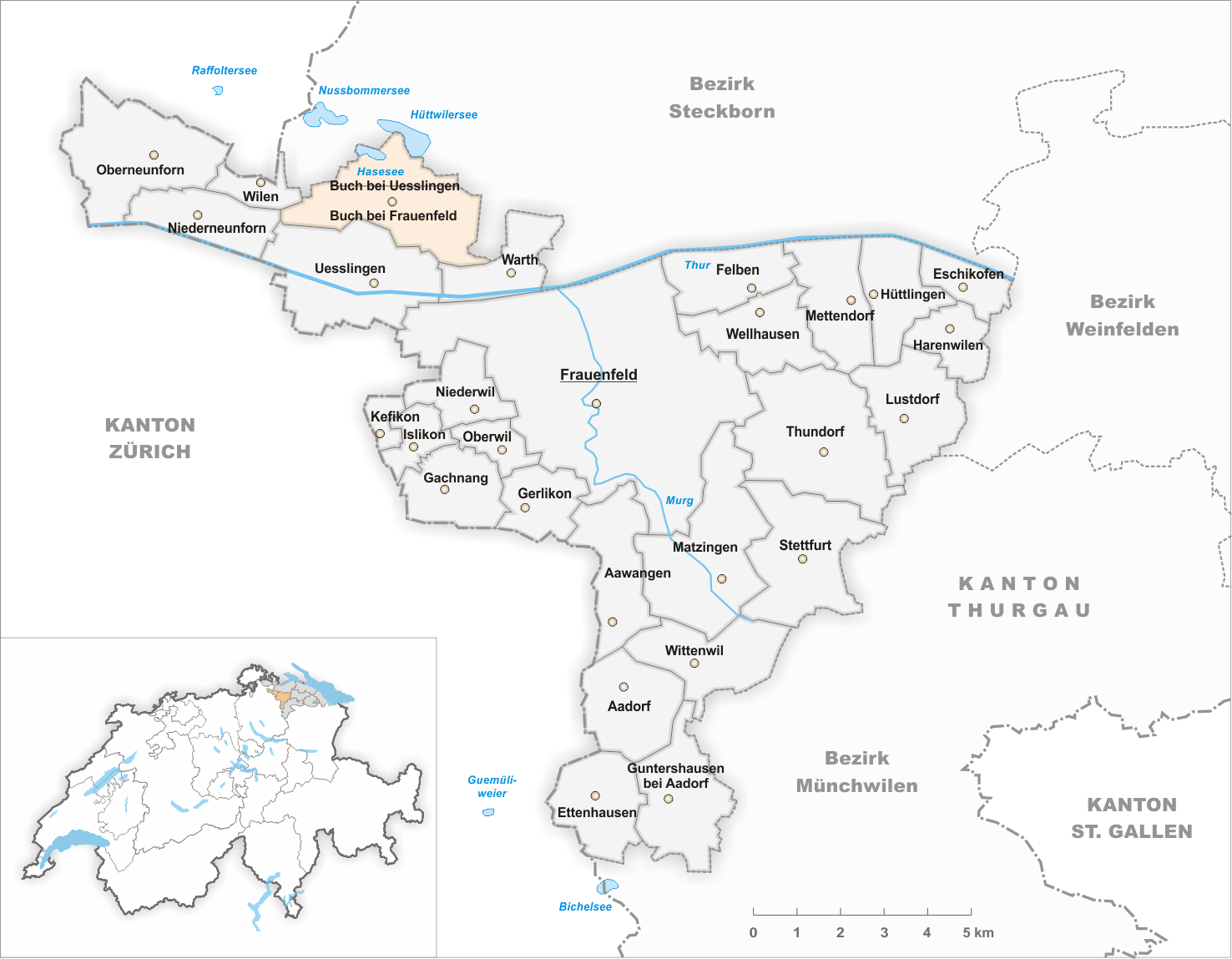
Gemeinden bis 1952
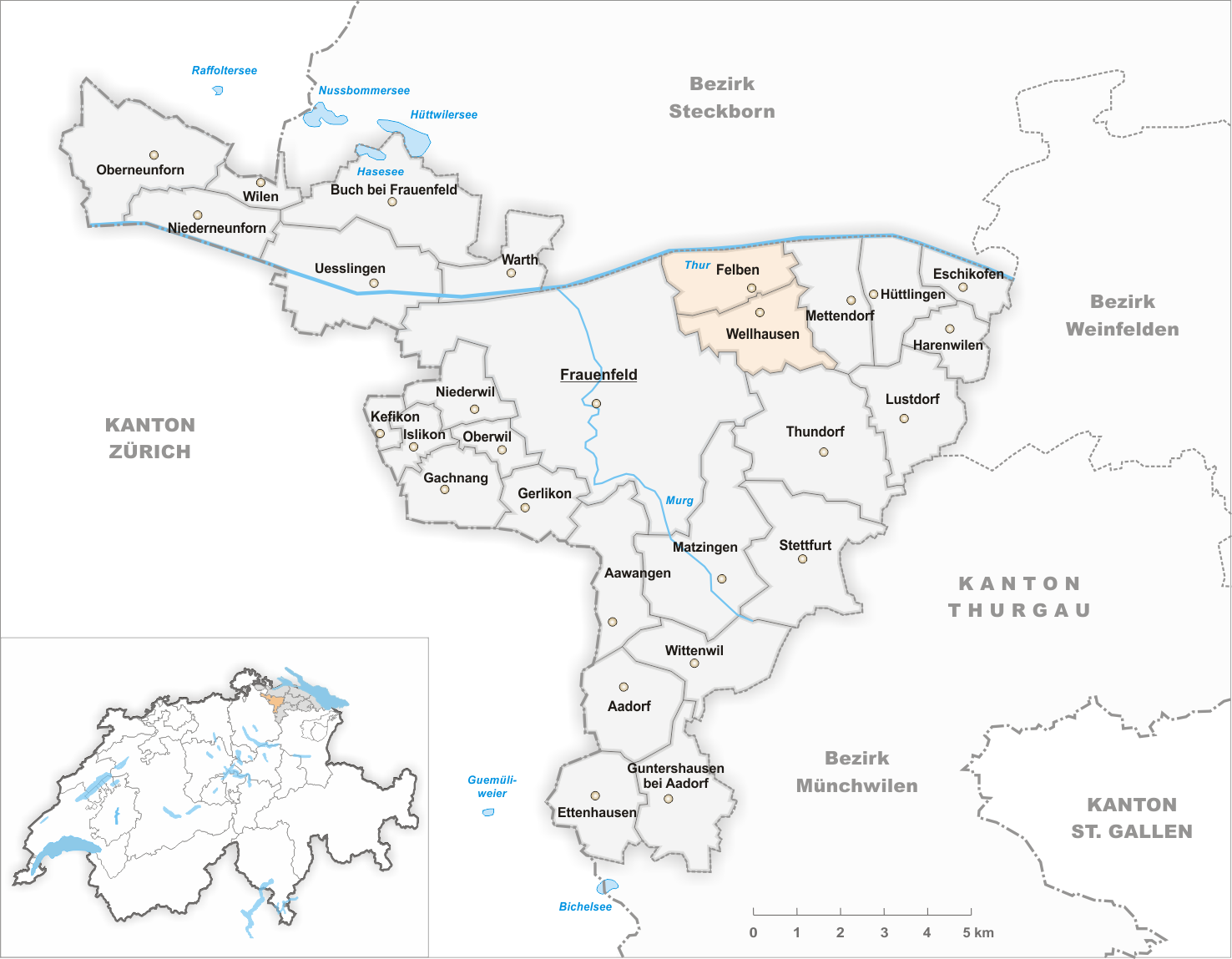
Gemeinden bis 1983
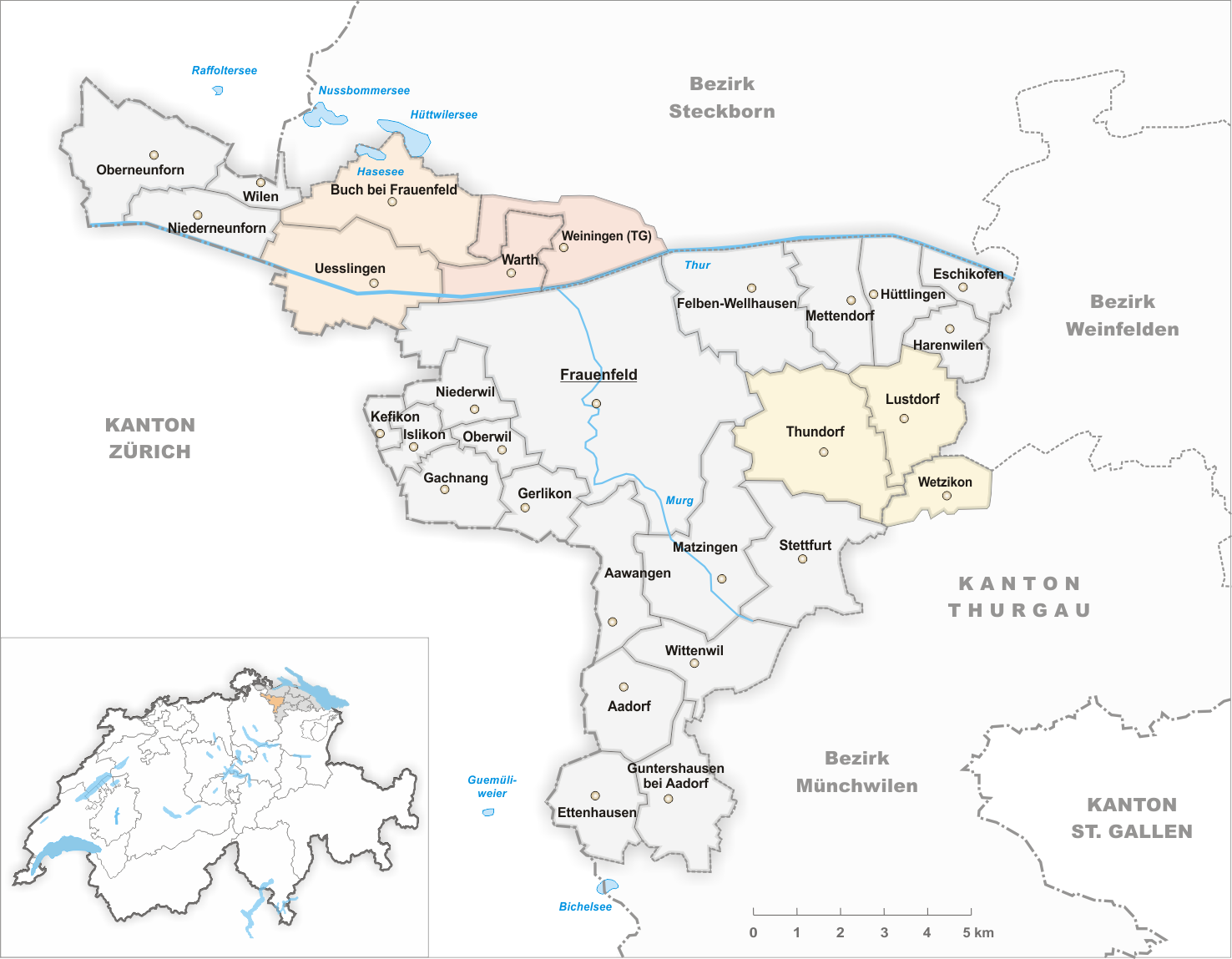
Gemeinden bis 1994
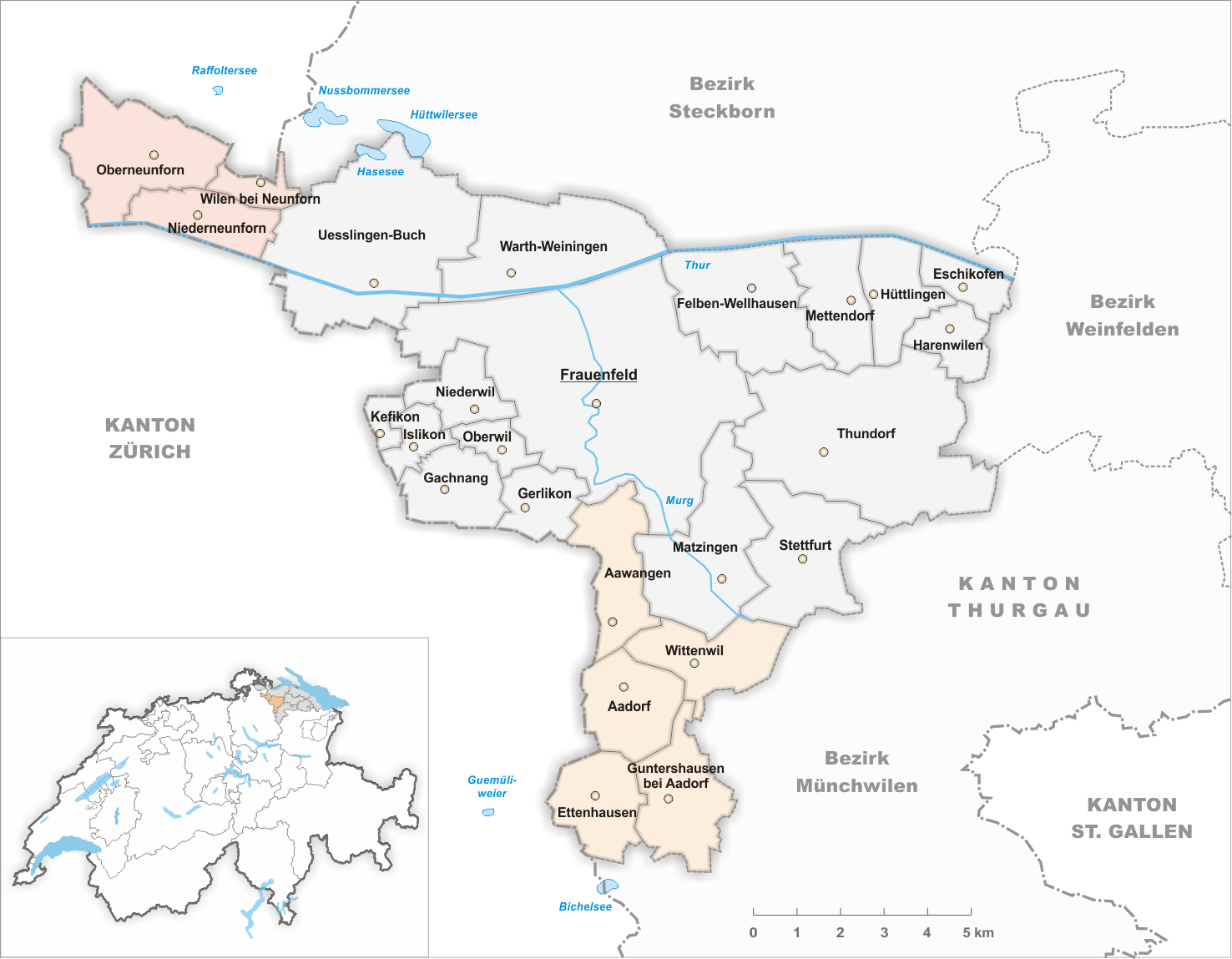
Gemeinden bis 1995
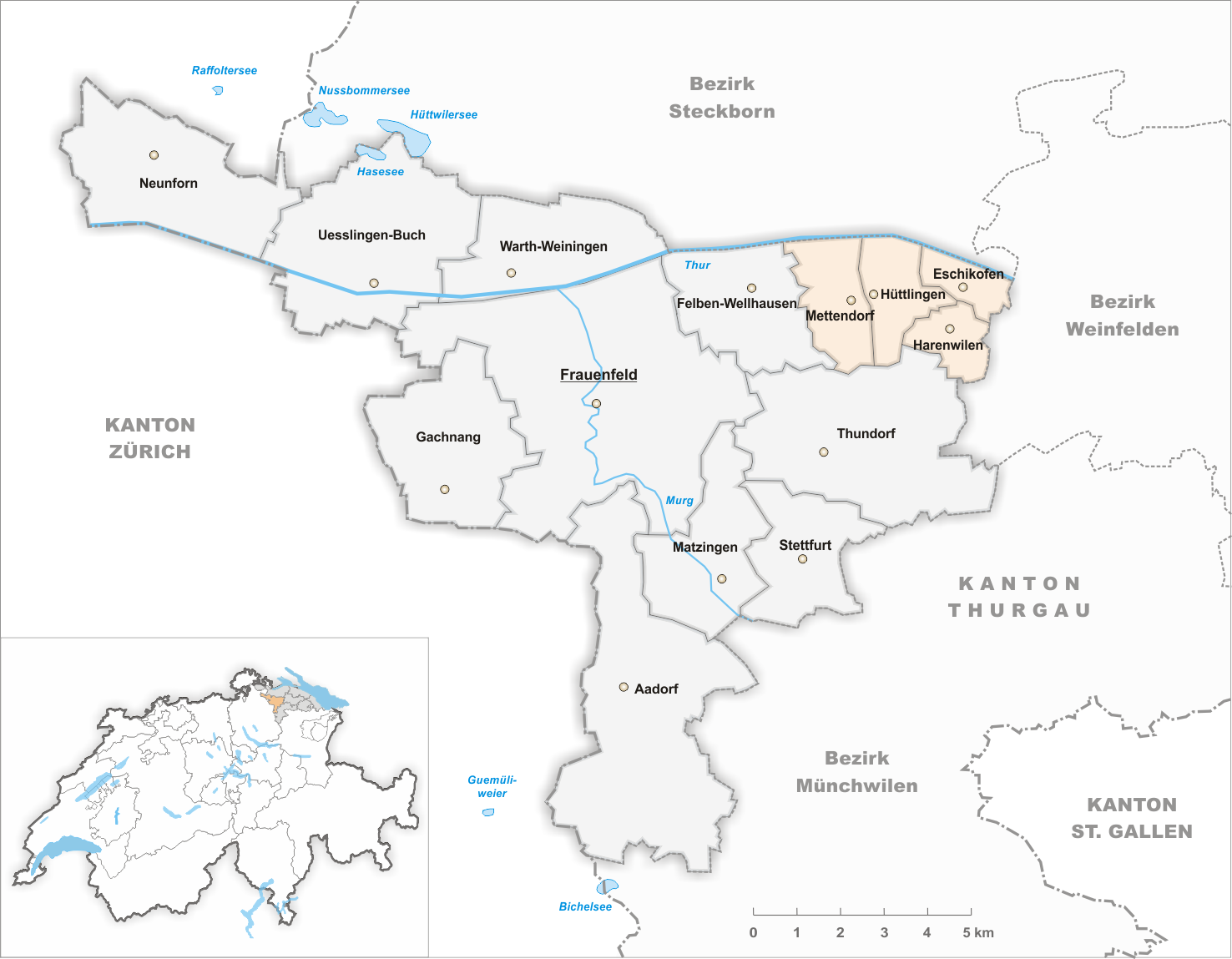
Gemeinden bis 1998
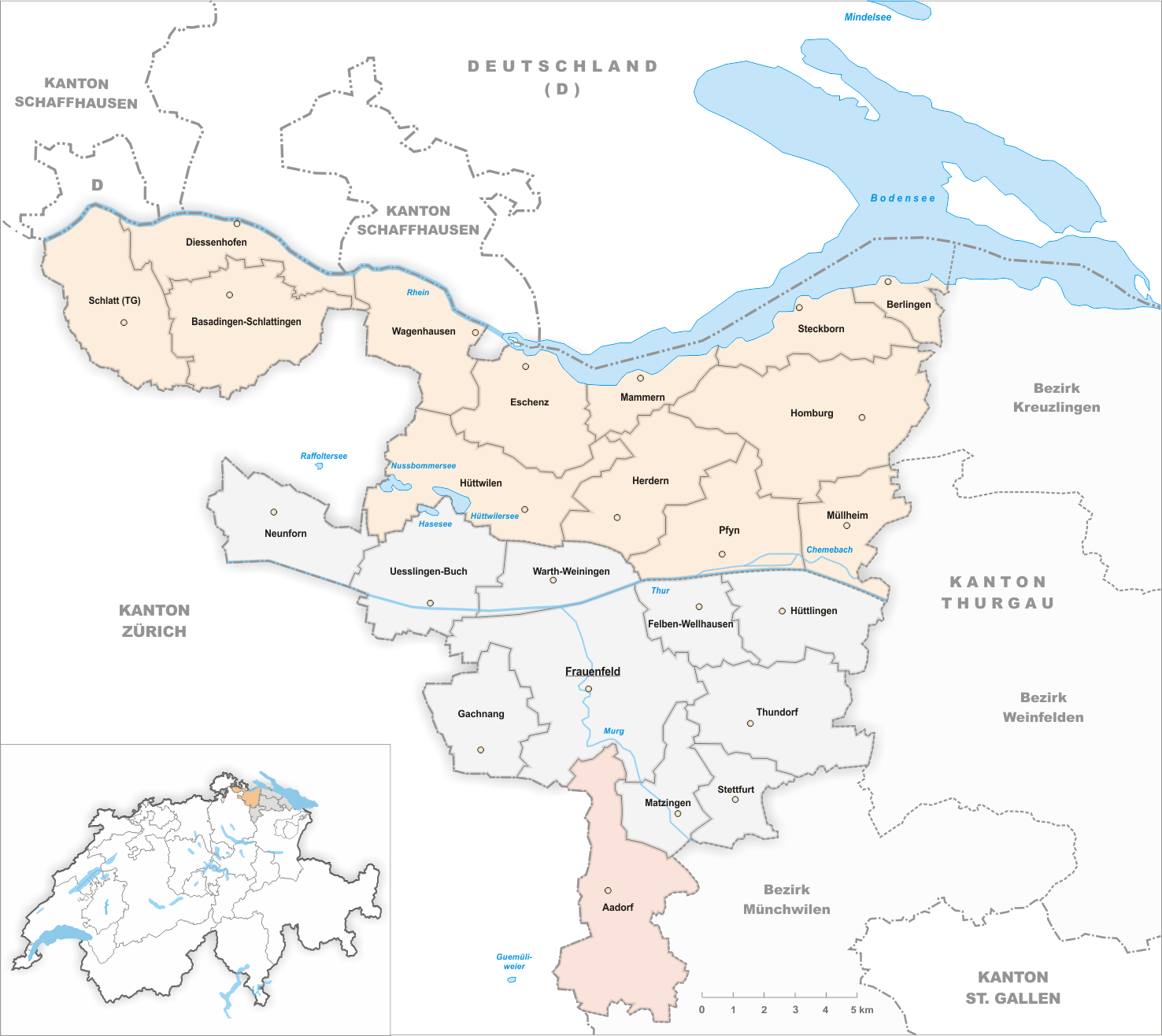
Gemeinden bis 2010

- 1870: Fusion Fahrhof und Oberneunforn  →  Oberneunforn

- 1918: Fusion Frauenfeld, Herten, Horgenbach, Huben,  Kurzdorf und Langdorf →  Frauenfeld

- 1953: Namensänderung von Buch bei Uesslingen →  Buch bei Frauenfeld

- 1983: Fusion Felben und Wellhausen  →  Felben-Wellhausen

- 1995: Fusion Buch und Uesslingen  →  Uesslingen-Buch

- 1995: Fusion Lustdorf, Thundorf und Wetzikon  →  Thundorf

- 1995: Fusion Warth und Weiningen  →  Warth-Weiningen

- 1996: Fusion Aadorf, Aawangen, Ettenhausen, Guntershausen und Wittenwil ohne die Weiler Heiterschen und Jakobstal →  Aadorf

- 1996: Fusion Niederneunforn, Oberneunforn und Wilen  →  Neunforn

- 1998: Fusion Frauenfeld, Gerlikon und Teil von Oberwil  →  Frauenfeld

- 1998: Fusion Gachnang, Islikon, Kefikon, Niederwil und Teil von Oberwil  →  Gachnang

- 1999: Fusion Eschikofen, Harenwilen, Hüttlingen und Mettendorf  →  Hüttlingen

- 2011: Bezirkswechsel Aadorf vom Bezirk Frauenfeld → Bezirk Münchwilen

- 2011: Bezirkswechsel Basadingen-Schlattingen, Diessenhofen und Schlatt vom ehemaligen Bezirk Diessenhofen → Bezirk Frauenfeld

- 2011: Bezirkswechsel Berlingen, Eschenz, Herdern, Homburg, Hüttwilen, Mammern, Müllheim, Pfyn, Steckborn und Wagenhausen vom ehemaligen Bezirk Steckborn → Bezirk Frauenfeld